# آلبر ژانیکو
آلبر ژانیکو (فرانسوی: Albert Jenicot‎; ۱۵ فوریهٔ ۱۸۸۵ – ۲۲ فوریهٔ ۱۹۱۶) بازیکن فوتبال اهل فرانسه بود.
وی همچنین در تیم ملی فوتبال فرانسه بازی کرده‌است.